# Comuna Traian, Olt
Traian este o comună în județul Olt, Oltenia, România, formată numai din satul de reședință cu același nume. Aceasta s-a conturat pe hartă în anul 1879.

## Istorie
Satul s-a conturat după împroprietărirea țăranilor în 1879. În 1893, localitatea a devenit oficial o comună.
Populația la 1 iulie 1973 era de 3819 locuitori (1870 bărbați și 1949 femei).
În comună funcționau o moară, o brutărie și 3 cazane pentru fabricarea țuicii. Serviciile pentru populație erau asigurate de două unități cooperatiste: un atelier de cojocărie și un atelier de tâmplărie. În 1972, la unitățile din comună lucrau 302 salariați.
Agricultura deținea 2537 ha (93% din suprafața totală), din care 2506 ha erau teren arabil și 31 ha erau vii și livezi.
Pe teritoriul comunei activa o cooperativă agricolă de producție cu 1610 membri cooperatori, provenind din 1220 de familii. În anul 1972, cooperativa agricolă dispunea de 2166 ha de teren, dintre care 2163 ha erau teren arabil. În structura culturilor, ponderea cea mai mare o dețineau grâul, porumbul și floarea soarelui.
Efectivul de animale la începutul anului 1973 număra: 800 bovine, 2612 ovine, 1473 porcine, 482 caprine, 69 cabaline, 11765 păsări și 83 stupuri de albine.
Reteaua comercială de consum cuprindea un magazin alimentar, un magazin mixt, o brutărie, o librărie și două bufete.
Procesul de învățământ se desfășura în două grădinițe și o școală generală, cu 162 de copii și 609 elevi în anul școlar 1972|1973, instruiți de 29 cadre didactice.
În comună funcționau un cămin cultural, un cinematograf cu bandă îngustă și o bibliotecă publică.
În anul 1972 existau 317 abonamente la radio și 189 la televiziune.
Pentru ocrotirea sănătății populației, exista o circumscriptie medico-sanitară și o casă de naștere, deservite de un medic și 7 cadre cu pregătire sanitară medie și elementară.
Fondul locativ cuprindea 880 de locuințe.
Comuna era electrificată, iar ponderea gospodăriilor consumatoare de energie electrică față de totalul gospodăriilor era de 58,2%.
În perioada 1971-1975 s-a construit și dat în folosință, din contribuția voluntară a populației, o școală generală cu 8 săli de clasă și o baie comunala.

## Demografie
Componența etnică a comunei Traian
     Români (92,91%)
     Alte etnii (0%)
     Necunoscută (7,09%)
Componența confesională a comunei Traian
     Ortodocși (91,62%)
     Alte religii (0,11%)
     Necunoscută (8,26%)
Conform recensământului efectuat în 2021, populația comunei Traian se ridică la 2.638 de locuitori, în scădere față de recensământul anterior din 2011, când fuseseră înregistrați 3.264 de locuitori. Majoritatea locuitorilor sunt români (92,91%), iar pentru 7,09% nu se cunoaște apartenența etnică. Din punct de vedere confesional, majoritatea locuitorilor sunt ortodocși (91,62%), iar pentru 8,26% nu se cunoaște apartenența confesională.

## Politică și administrație
Comuna Traian este administrată de un primar și un consiliu local compus din 11 consilieri. Primarul, Ilie Crîmu[*], de la Partidul Național Liberal, este în funcție din octombrie 2020. Începând cu alegerile locale din 2024, consiliul local are următoarea componență pe partide politice:
|  | Partid                          | Consilieri | Componența Consiliului | Componența Consiliului | Componența Consiliului | Componența Consiliului | Componența Consiliului | Componența Consiliului |
|  | ------------------------------- | ---------- | ---------------------- | ---------------------- | ---------------------- | ---------------------- | ---------------------- | ---------------------- |
|  | Partidul Național Liberal       | 6          |                        |                        |                        |                        |                        |                        |
|  | Partidul Social Democrat        | 2          |                        |                        |                        |                        |                        |                        |
|  | Alianța pentru Unirea Românilor | 1          |                        |                        |                        |                        |                        |                        |
|  | Uniunea Salvați România         | 1          |                        |                        |                        |                        |                        |                        |
|  | Partidul Puterii Umaniste       | 1          |                        |                        |                        |                        |                        |                        |